# Kirkestræde 20 (Køge)
Kirkestræde 20 eller det gamle hus  er et bindingsværkshus i Kirkestræde i Køge. Det er dateret til 1527 og er blandt Danmarks ældste bindingsværkshuse.
Huset har været fredet siden 1918.

## Historie
Bygningen er opført i 1527, hvor det bestod af ét stort rum. Huset har haft et nabohus af samme type ved den nordlige gavl, og de har været opført med henblik på udlejning, og der har muligvis været flere end de to. Huse af denne type kaldtes våninger eller boder. Det havde sandsynligvis stråtag ved opførelsen.
Før 1761 blev der lavet en tilbygning på bagsiden af huset i form af et et halvtag eller en  lude. Efter tilbygningen er rummet opdelt med vægge for at etablere køkken med ildsted.
I 1801 boede der er en pensioneret løjtnant i huset, og i slutningen af 1800-tallet boede der en skindhandler. Huset har haft en lang række beboere, da det har været lejet ud. Mange er med i folketællingslister, der findes på Køges byarkiv.
I 1888 renoveredes huset og efter at have skrabet 14 lag kalk af facaden, sås over døren en indskrift, der daterede huset til 1527. I 1908 opførtes et alderdomshjem bag Kirkestræde 20, og arkitekten anbefalede at nedrive Kirkestræde 20 og 22. Nationalmuseet og Køge Museum reddede dog Kirkestræde 20, mens nr. 22 blev fjernet. Nationalmuseet renoverede herefter bygningen, der havde vingeteglsten. I stedet blev der lagt munk og nonne tagsten. Ved samme lejlighed fjernede man udbygningen på bagsiden. Huset blev fredet i 1918.
I 1941 blev det brugt som turistkontor. Den sidste beboer var en generalkonsul fra Brasilien, der boede der fra 1945-1958. Herefter blev det overtaget af Køge Bibliotek i nabobygningen. Biblioteket bruger det som børnebibliotek og fortællerum for børn.

## Beskrivelse
Bygningen er i ét stokværk og opført i bindingsværk med tre fag. Tavlene er fyldt ud med mursten. Der er én dør og to firkantede vinduer ud mod gaden. Over døren findes en stolpe med indskriften ANNA ANO DNI MDXXVII. Over døren på nabohuset var indskrevet IHESVS MARIA, der er de første ord i den katolske påkaldelse af Frelseren, hans moder og den hellige Anna. Gavlen er i dag rødkalket.
Oprindeligt har der kun været ét rum i huset, og der er ikke tegn på, at der har været opvarmning. Huset har heller ingen skorsten. Der er i stuen fundet rester af kalkmalerier, der kan føres tilbage til slutningen af 1500-tallet.
På bindingsværkstolperne ud mod gaden er udskårne knægte, som støtter det store udhæng på taget. Huset er ca. 4 m bredt og 5 m dybt.
Under huset er en kælder, der har vægge af marksten og kampesten. Taget er et rødt tegltag med munk- og nonnesten.